# Centrache
Centrache är en ort och kommun i provinsen Catanzaro i regionen Kalabrien i Italien. Kommunen hade 385 invånare (2018).